# Medal 30-lecia Polski Ludowej
Medal 30-lecia Polski Ludowej – polskie jubileuszowe, cywilne odznaczenie państwowe okresu PRL.
Medal 30-lecia Polski Ludowej został ustanowiony dekretem Rady Państwa z dnia 7 lutego 1974 roku dla uczczenia trzydziestej rocznicy powstania Polski Ludowej, „dając wyraz uznaniu dla wkładu ludzi pracy w budownictwo socjalistyczne i rozwój społeczno-gospodarczy kraju”. Opis odznaki i zasady nadawania ustalono uchwałą Rady Państwa z tego samego dnia. Dekret ustanawiający medal został uchylony dnia 23 grudnia 1992 roku.

## Zasady nadawania
Medal nadawany był za co najmniej 15-letnią ofiarną, wyróżniającą się pracę zawodową w okresie 30-lecia Polski Ludowej i odznaczające się zaangażowaną działalnością społeczno-polityczną.
Medal nadawany był jednorazowo w 1974 roku, począwszy od dnia 22 lipca przez Radę Państwa.

## Opis odznaki
Odznaką Medalu 30-lecia Polski Ludowej jest krążek srebrzony, oksydowany o średnicy 32 mm. Na awersie pośrodku medalu znajduje się wgłębiony kwadrat o zaokrąglonych rogach, na którym znajduje się wypukły wizerunek orła państwowego. Po obu stronach tarczy znajdują się wypukłe daty: 1944 i 1974. Nad tarczą jest umieszczona rzymska cyfra XXX, a pod nią napis PRL. Na rewersie medalu pośrodku jest napis w trzech wierszach WALKA / PRACA / SOCJALIZM w otoku wieńca z liści dębowych.
Wstążka medalu ma szerokość 32 mm i jest koloru czerwonego z odcieniami czerwieni rozjaśniającymi się w kierunku brzegów wstążki. Baretka jest w kolorach wstążki, umieszczona jest na niej metalowa lub wyhaftowana nakładka koloru srebrnego z poziomej listewki o szerokości 2 mm i liczby „XXX” o wysokości 6 mm.
Medal noszono na lewej stronie piersi w kolejności po medalu „Zasłużonym na Polu Chwały”.
Projektantem medalu był Edward Gorol.

## Odznaczeni
Łącznie przyznano 229 049 Medali 30-lecia PRL.